# Cephalosphaera prolata
Cephalosphaera prolata är en tvåvingeart som först beskrevs av Kertesz 1915.  Cephalosphaera prolata ingår i släktet Cephalosphaera och familjen ögonflugor. Inga underarter finns listade i Catalogue of Life.